# Septième district congressionnel d'Arizona
Le 7e district congressionnel de l'Arizona est un district situé dans l'État américain de l'Arizona. Le district s'étend le long de la frontière entre le Mexique et les États-Unis et comprend le tiers ouest de Tucson, des parties de Yuma et Nogales, ainsi qu'Avondale et Tolleson dans la région métropolitaine de Phoenix. Le siège de représentant du district est actuellement vacant, depuis le décès en cours de mandat du démocrate Raúl Grijalva.

## Histoire

### 2003-2013
L'Arizona s'est dotée d'un septième district après le recensement de 2000. Située dans le sud-ouest de l'État, elle comprenait tout le Comté de Yuma et certaines parties des comtés de La Paz, Maricopa, Pima, Pinal et Santa Cruz. À toutes fins utiles, il s'agissait du successeur du 2e district, ancien siège de Mo Udall, membre du Congrès de longue date, de 1951 à 2003.
Le district était plus grand que le Rhode Island, le Delaware, Hawaï, le Connecticut et le New Jersey réunis. Il comprenait 300 km de la frontière américaine avec le Mexique. Il abritait sept nations amérindiennes souveraines : la communauté indienne Ak-Chin, les Cocopah, les tribus indiennes du fleuve Colorado, la communauté indienne du fleuve Gila, la tribu Pascua Yaqui, les Quechan et les Tohono O'odham.

### 2013-2023
Après le recensement de 2010, l'ancien 7e district est devenu essentiellement le 3e district, tandis que le 7e a été redessiné pour inclure la majeure partie de l'ancien 4e district.

### 2023 - Présent
Le 7e district de l'Arizona a été redessiné pour inclure une grande partie du 3e district, selon une configuration similaire à son incarnation de 2003-2013. Il couvre une partie des comtés de Pima, Yuma, La Paz et Maricopa.

## Géographie
| #  | Comté      | Siège    | Population |
| -- | ---------- | -------- | ---------- |
| 3  | Cochise    | Bisbee   | 124 640    |
| 13 | Maricopa   | Phoenix  | 4 585 871  |
| 19 | Pima       | Tucson   | 1 063 162  |
| 21 | Pinal      | Florence | 484 239    |
| 23 | Santa Cruz | Nogales  | 49 158     |
| 27 | Yuma       | Yuma     | 213 221    |

### Villes de 10 000 personnes et plus
- Tucson - 542 629
- Yuma - 95 548
- Goodyear - 95 294
- Avondale - 89 334
- San Luis - 35 257
- Sahuarita - 34 134
- Drexel Heights - 27 523
- Rio Rico - 20 549
- Nogales - 19 770
- Douglas - 16 534
- Flowing Wells - 15 657
- Somerton - 14 197
- Valencia West - 14 101
- Tucson Estates - 12 069
- Tucson Mountains - 10 862

### Villes de 2500 à 10 000 personnes
- Picture Rocks - 9551
- Tolleson - 7216
- Avra Valley - 5569
- Three Points - 5184
- Bisbee - 4923
- Summit - 4724
- South Tucson - 4613
- Avenue B and C - 4101
- Ajo - 3039

## Historique des votes
| Année | Poste     | Résultats           |
| ----- | --------- | ------------------- |
| 2004  | Président | Kerry 57 % – 43 %   |
| 2008  | Président | Obama 57 % – 42 %   |
| 2012  | Président | Obama 72 % – 27 %   |
| 2016  | Président | Clinton 72 % – 23 % |
| 2020  | Président | Biden 74 % – 25 %   |

## Liste des Représentants du district
L'Arizona a commencé à envoyer un septième membre à la Chambre après le recensement de 2000.
| Membre        | Parti     | Années                          | Congrès      | Histoire électorale                                                                                      | Zone géographique, |
| ------------- | --------- | ------------------------------- | ------------ | --- | --- |
| Raúl Grijalva | Démocrate | 3 janvier 2003 - 3 janvier 2013 | 108e - 112e  | Élu en 2002. Réélu en 2004. Réélu en 2006. Réélu en 2008. Réélu en 2010. Redécoupage vers le 3e district | 2003–2013 Sud-west de l'Arizona incluant des parties de Tucson et des Comtés de Yuman La Paz (en partie), Maricopa (en partie), Pima (en partie), Pinal (en partie) et Santa Cruz (en partie) |
| Ed Pastor     | Démocrate | 3 janvier 2013 - 3 janvier 2015 | 113e         | Redécoupage depuis le 4e district. Réélu en 2012. Retrait                                                | 2013–2023 La majorité de la partie intérieure de Phoenix avec la partie est de Glendale |
| Ruben Gallego | Démocrate | 3 janvier 2015 - 3 janvier 2023 | 114e - 117e  | Rélu en 2014. Réélu en 2016. Réélu en 2018. Réélu en 2020. Redécoupage vers le 3e district.              | 2013–2023 La majorité de la partie intérieure de Phoenix avec la partie est de Glendale |
| Raúl Grijalva | Démocrate | 3 janvier 2023 - 13 mars 2025   | 118e et 119e | Redécoupage depuis le 3e district et réélu en 2022. Réélu en 2024. Décès.                                | 2023–present: |
| Vacant        | Vacant    | 13 mars 2025 - vacant           | 119e         | | 2023–present: |

## Résultats des récentes élections
Voici les résultats pour les dix précédents cycles électoraux dans le district.

### 2004
| Élection de 2004 du 7e district congressionnel d'Arizona | Élection de 2004 du 7e district congressionnel d'Arizona | Élection de 2004 du 7e district congressionnel d'Arizona | Élection de 2004 du 7e district congressionnel d'Arizona | Élection de 2004 du 7e district congressionnel d'Arizona |
| -------------------------------------------------------- | -------------------------------------------------------- | -------------------------------------------------------- | -------------------------------------------------------- | -------------------------------------------------------- |
| Parti                                                    | Parti                                                    | Candidat                                                 | Votes                                                    | %                                                        |
|                                                          | Démocrate                                                | Raul M. Grijalva (sortant)                               | 108 868                                                  | 62,06                                                    |
|                                                          | Républicain                                              | Joseph Sweeney                                           | 59 066                                                   | 33,67                                                    |
|                                                          | Libertarien                                              | Dave Kaplan                                              | 7503                                                     | 4,28                                                     |
| Total des votes                                          | Total des votes                                          | Total des votes                                          | 175 437                                                  | 100%                                                     |
|                                                          | Les Démocrates conservent                                |                                                          |                                                          |                                                          |

### 2006
| Élection de 2006 du 7e district congressionnel d'Arizona | Élection de 2006 du 7e district congressionnel d'Arizona | Élection de 2006 du 7e district congressionnel d'Arizona | Élection de 2006 du 7e district congressionnel d'Arizona | Élection de 2006 du 7e district congressionnel d'Arizona |
| -------------------------------------------------------- | -------------------------------------------------------- | -------------------------------------------------------- | -------------------------------------------------------- | -------------------------------------------------------- |
| Parti                                                    | Parti                                                    | Candidat                                                 | Votes                                                    | %                                                        |
|                                                          | Démocrate                                                | Raul M. Grijalva (sortant)                               | 80 354                                                   | 61,09                                                    |
|                                                          | Républicain                                              | Ron Drake                                                | 46 498                                                   | 35,35                                                    |
|                                                          | Libertarien                                              | Joe Cobb                                                 | 4673                                                     | 3,55                                                     |
| Total des votes                                          | Total des votes                                          | Total des votes                                          | 131 525                                                  | 100%                                                     |
|                                                          | Les Démocrates conservent                                |                                                          |                                                          |                                                          |

### 2008
| Élection de 2008 du 7e district congressionnel d'Arizona | Élection de 2008 du 7e district congressionnel d'Arizona | Élection de 2008 du 7e district congressionnel d'Arizona | Élection de 2008 du 7e district congressionnel d'Arizona | Élection de 2008 du 7e district congressionnel d'Arizona |
| -------------------------------------------------------- | -------------------------------------------------------- | -------------------------------------------------------- | -------------------------------------------------------- | -------------------------------------------------------- |
| Parti                                                    | Parti                                                    | Candidat                                                 | Votes                                                    | %                                                        |
|                                                          | Démocrate                                                | Raul M. Grijalva (sortant)                               | 124 304                                                  | 63,26                                                    |
|                                                          | Républicain                                              | Joseph Sweeney                                           | 64 425                                                   | 32,79                                                    |
|                                                          | Libertarien                                              | Dave Kaplan                                              | 7755                                                     | 3,95                                                     |
| Total des votes                                          | Total des votes                                          | Total des votes                                          | 196 489                                                  | 100%                                                     |
|                                                          | Les Démocrates conservent                                |                                                          |                                                          |                                                          |

### 2010
| Élection de 2010 du 7e district congressionnel d'Arizona | Élection de 2010 du 7e district congressionnel d'Arizona | Élection de 2010 du 7e district congressionnel d'Arizona | Élection de 2010 du 7e district congressionnel d'Arizona | Élection de 2010 du 7e district congressionnel d'Arizona |
| -------------------------------------------------------- | -------------------------------------------------------- | -------------------------------------------------------- | -------------------------------------------------------- | -------------------------------------------------------- |
| Parti                                                    | Parti                                                    | Candidat                                                 | Votes                                                    | %                                                        |
|                                                          | Démocrate                                                | Raul M. Grijalva (sortant)                               | 79 935                                                   | 50,23                                                    |
|                                                          | Républicain                                              | Ruth McClung                                             | 70 385                                                   | 44,23                                                    |
|                                                          | Indépendant                                              | Harley Meyer                                             | 4506                                                     | 2,83                                                     |
|                                                          | Libertarien                                              | George Keane                                             | 4318                                                     | 2,71                                                     |
| Total des votes                                          | Total des votes                                          | Total des votes                                          | 159 144                                                  | 100%                                                     |
|                                                          | Les Démocrates conservent                                |                                                          |                                                          |                                                          |

### 2012
| Élection de 2012 du 7e district congressionnel d'Arizona | Élection de 2012 du 7e district congressionnel d'Arizona | Élection de 2012 du 7e district congressionnel d'Arizona | Élection de 2012 du 7e district congressionnel d'Arizona | Élection de 2012 du 7e district congressionnel d'Arizona |
| -------------------------------------------------------- | -------------------------------------------------------- | -------------------------------------------------------- | -------------------------------------------------------- | -------------------------------------------------------- |
| Parti                                                    | Parti                                                    | Candidat                                                 | Votes                                                    | %                                                        |
|                                                          | Démocrate                                                | Ed Pastor (sortant)                                      | 104 489                                                  | 81,74                                                    |
|                                                          | Libertarien                                              | Joe Cobb                                                 | 23 338                                                   | 18,26                                                    |
| Total des votes                                          | Total des votes                                          | Total des votes                                          | 127 827                                                  | 100%                                                     |
|                                                          | Les Démocrates conservent                                |                                                          |                                                          |                                                          |

### 2014
| Élection de 2014 du 7e district congressionnel d'Arizona | Élection de 2014 du 7e district congressionnel d'Arizona | Élection de 2014 du 7e district congressionnel d'Arizona | Élection de 2014 du 7e district congressionnel d'Arizona | Élection de 2014 du 7e district congressionnel d'Arizona |
| -------------------------------------------------------- | -------------------------------------------------------- | -------------------------------------------------------- | -------------------------------------------------------- | -------------------------------------------------------- |
| Parti                                                    | Parti                                                    | Candidat                                                 | Votes                                                    | %                                                        |
|                                                          | Démocrate                                                | Ruben Gallego                                            | 54 235                                                   | 74,98                                                    |
|                                                          | Libertarien                                              | Joe Cobb                                                 | 10 715                                                   | 14,82                                                    |
|                                                          | Americans Elect (en)                                     | Rebecca DeWitt                                           | 3858                                                     | 5,33                                                     |
|                                                          | Indépendant                                              | Jose Penalosa                                            | 3496                                                     | 4,83                                                     |
| Total des votes                                          | Total des votes                                          | Total des votes                                          | 72 304                                                   | 100%                                                     |
|                                                          | Les Démocrates conservent                                |                                                          |                                                          |                                                          |

### 2016
| Élection de 2016 du 7e district congressionnel d'Arizona | Élection de 2016 du 7e district congressionnel d'Arizona | Élection de 2016 du 7e district congressionnel d'Arizona | Élection de 2016 du 7e district congressionnel d'Arizona | Élection de 2016 du 7e district congressionnel d'Arizona |
| -------------------------------------------------------- | -------------------------------------------------------- | -------------------------------------------------------- | -------------------------------------------------------- | -------------------------------------------------------- |
| Parti                                                    | Parti                                                    | Candidat                                                 | Votes                                                    | %                                                        |
|                                                          | Démocrate                                                | Ruben Gallego (sortant)                                  | 119 465                                                  | 75,22                                                    |
|                                                          | Républicain                                              | Eve Nunez                                                | 39 286                                                   | 24,74                                                    |
|                                                          | Vert                                                     | Neil B. Westbrooks (Write-in)                            | 60                                                       | 0,04                                                     |
| Total des votes                                          | Total des votes                                          | Total des votes                                          | 158 811                                                  | 100%                                                     |
|                                                          | Les Démocrates conservent                                |                                                          |                                                          |                                                          |

### 2018
| Élection de 2018 du 7e district congressionnel d'Arizona | Élection de 2018 du 7e district congressionnel d'Arizona | Élection de 2018 du 7e district congressionnel d'Arizona | Élection de 2018 du 7e district congressionnel d'Arizona | Élection de 2018 du 7e district congressionnel d'Arizona |
| -------------------------------------------------------- | -------------------------------------------------------- | -------------------------------------------------------- | -------------------------------------------------------- | -------------------------------------------------------- |
| Parti                                                    | Parti                                                    | Candidat                                                 | Votes                                                    | %                                                        |
|                                                          | Démocrate                                                | Ruben Gallego (sortant)                                  | 113 044                                                  | 85,61                                                    |
|                                                          | Vert                                                     | Gary Swing                                               | 18 706                                                   | 14,17                                                    |
|                                                          | Write-in                                                 | Write-in                                                 | 301                                                      | 0,22                                                     |
| Total des votes                                          | Total des votes                                          | Total des votes                                          | 132 051                                                  | 100%                                                     |
|                                                          | Les Démocrates conservent                                |                                                          |                                                          |                                                          |

### 2020
| Élection de 2020 du 7e district congressionnel d'Arizona | Élection de 2020 du 7e district congressionnel d'Arizona | Élection de 2020 du 7e district congressionnel d'Arizona | Élection de 2020 du 7e district congressionnel d'Arizona | Élection de 2020 du 7e district congressionnel d'Arizona |
| -------------------------------------------------------- | -------------------------------------------------------- | -------------------------------------------------------- | -------------------------------------------------------- | -------------------------------------------------------- |
| Parti                                                    | Parti                                                    | Candidat                                                 | Votes                                                    | %                                                        |
|                                                          | Démocrate                                                | Ruben Gallego (sortant)                                  | 165 452                                                  | 75,7                                                     |
|                                                          | Républicain                                              | Josh Barnett                                             | 50 226                                                   | 23,3                                                     |
|                                                          | Write-in                                                 | Write-in                                                 | 54                                                       | 0,0                                                      |
| Total des votes                                          | Total des votes                                          | Total des votes                                          | 215 732                                                  | 100%                                                     |
|                                                          | Les Démocrates conservent                                |                                                          |                                                          |                                                          |

### 2022
| Primaire Démocrate de 2022 du 7e district congressionnel d'Arizona | Primaire Démocrate de 2022 du 7e district congressionnel d'Arizona | Primaire Démocrate de 2022 du 7e district congressionnel d'Arizona | Primaire Démocrate de 2022 du 7e district congressionnel d'Arizona | Primaire Démocrate de 2022 du 7e district congressionnel d'Arizona |
| ------------------------------------------------------------------ | ------------------------------------------------------------------ | ------------------------------------------------------------------ | ------------------------------------------------------------------ | ------------------------------------------------------------------ |
| Parti                                                              | Parti                                                              | Candidat                                                           | Votes                                                              | %                                                                  |
|                                                                    | Démocrate                                                          | Raul Grijalva (sortant)                                            | 62 547                                                             | 100                                                                |

| Primaire Républicaine de 2022 du 7e district congressionnel d'Arizona | Primaire Républicaine de 2022 du 7e district congressionnel d'Arizona | Primaire Républicaine de 2022 du 7e district congressionnel d'Arizona | Primaire Républicaine de 2022 du 7e district congressionnel d'Arizona | Primaire Républicaine de 2022 du 7e district congressionnel d'Arizona |
| --------------------------------------------------------------------- | --------------------------------------------------------------------- | --------------------------------------------------------------------- | --------------------------------------------------------------------- | --------------------------------------------------------------------- |
| Parti                                                                 | Parti                                                                 | Candidat                                                              | Votes                                                                 | %                                                                     |
|                                                                       | Républicain                                                           | Luis Pozzolo                                                          | 20 413                                                                | 69.3                                                                  |
|                                                                       | Républicain                                                           | Nina Becker                                                           | 9064                                                                  | 30.7                                                                  |

| Élection de 2022 du 7e district congressionnel d'Arizona | Élection de 2022 du 7e district congressionnel d'Arizona | Élection de 2022 du 7e district congressionnel d'Arizona | Élection de 2022 du 7e district congressionnel d'Arizona | Élection de 2022 du 7e district congressionnel d'Arizona |
| -------------------------------------------------------- | -------------------------------------------------------- | -------------------------------------------------------- | -------------------------------------------------------- | -------------------------------------------------------- |
| Parti                                                    | Parti                                                    | Candidat                                                 | Votes                                                    | %                                                        |
|                                                          | Démocrate                                                | Raul Grijalva (sortant)                                  | 126 418                                                  | 64,5                                                     |
|                                                          | Républicain                                              | Luis Pozzolo                                             | 69 444                                                   | 35,5                                                     |
| Total des votes                                          | Total des votes                                          | Total des votes                                          | 195 862                                                  | 100%                                                     |
|                                                          | Les Démocrates conservent                                |                                                          |                                                          |                                                          |

### 2024
| Primaire Démocrate de 2024 du 7e district congressionnel d'Arizona | Primaire Démocrate de 2024 du 7e district congressionnel d'Arizona | Primaire Démocrate de 2024 du 7e district congressionnel d'Arizona | Primaire Démocrate de 2024 du 7e district congressionnel d'Arizona | Primaire Démocrate de 2024 du 7e district congressionnel d'Arizona |
| ------------------------------------------------------------------ | ------------------------------------------------------------------ | ------------------------------------------------------------------ | ------------------------------------------------------------------ | ------------------------------------------------------------------ |
| Parti                                                              | Parti                                                              | Candidat                                                           | Votes                                                              | %                                                                  |
|                                                                    | Démocrate                                                          | Raul Grijalva (sortant)                                            | 55 133                                                             | 100                                                                |

| Primaire Républicaine de 2024 du 7e district congressionnel d'Arizona | Primaire Républicaine de 2024 du 7e district congressionnel d'Arizona | Primaire Républicaine de 2024 du 7e district congressionnel d'Arizona | Primaire Républicaine de 2024 du 7e district congressionnel d'Arizona | Primaire Républicaine de 2024 du 7e district congressionnel d'Arizona |
| --------------------------------------------------------------------- | --------------------------------------------------------------------- | --------------------------------------------------------------------- | --------------------------------------------------------------------- | --------------------------------------------------------------------- |
| Parti                                                                 | Parti                                                                 | Candidat                                                              | Votes                                                                 | %                                                                     |
|                                                                       | Républicain                                                           | Daniel Butierez                                                       | 24 425                                                                | 100                                                                   |

| Élection de 2024 du 7e district congressionnel d'Arizona | Élection de 2024 du 7e district congressionnel d'Arizona | Élection de 2024 du 7e district congressionnel d'Arizona | Élection de 2024 du 7e district congressionnel d'Arizona | Élection de 2024 du 7e district congressionnel d'Arizona |
| -------------------------------------------------------- | -------------------------------------------------------- | -------------------------------------------------------- | -------------------------------------------------------- | -------------------------------------------------------- |
| Parti                                                    | Parti                                                    | Candidat                                                 | Votes                                                    | %                                                        |
|                                                          | Démocrate                                                | Raul Grijalva (sortant)                                  | 171 954                                                  | 63,4                                                     |
|                                                          | Républicain                                              | Daniel Butierez                                          | 99 057                                                   | 36,6                                                     |
| Total des votes                                          | Total des votes                                          | Total des votes                                          | 271 011                                                  | 100 %                                                    |
|                                                          | Les Démocrates conservent                                |                                                          |                                                          |                                                          |